# Florent Avdyli
Florent Avdyli (ur. 10 lipca 1993 w Prisztinie) – kosowski piłkarz grający na pozycji pomocnika. Od 2018 roku jest zawodnikiem klubu Teuta Durrës.

## Statystyki

### Klubowe
| Sezon   | Klub            | Kraj    | Rozgrywki           | Mecze | Bramki |
| ------- | --------------- | ------- | ------------------- | ----- | ------ |
| 2013/14 | KF Hajvalia     | Kosowo  | Superliga           | ?     | ?      |
| 2013/14 | KF Fushë Kosova | Kosowo  | Superliga           | ?     | ?      |
| 2014/15 | KF Feronikeli   | Kosowo  | Superliga           | ?     | ?      |
| 2014/15 | KF Trepça       | Kosowo  | Superliga           | ?     | ?      |
| 2015/16 | KF Trepça       | Kosowo  | Liga e Parë         | ?     | ?      |
| 2016/17 | KF Trepça       | Kosowo  | Superliga           | ?     | ?      |
| 2017/18 | KF Liria        | Kosowo  | Superliga           | ?     | 1      |
| 2018/19 | Teuta Durrës    | Albania | Kategoria Superiore | 25    | 0      |
| 2019/20 | Teuta Durrës    | Albania | Kategoria Superiore | 28    | 3      |